# Demokratyczni Patrioci
Demokratyczni Patrioci (Demokrātiskie patrioti, DP) – łotewskie stowarzyszenie polityczne o profilu narodowo-konserwatywnym. Od 2011 r. samodzielny podmiot polityczny związany z "Wszystko dla Łotwy!" – TB/LNNK. 

## Historia
Istniejące od 2008 r. stowarzyszenie, na bazie którego powstał Związek Obywatelski (PS), wyodrębniło się z partii w czerwcu 2011 w związku z protestami przeciwko niedostatkom demokracji w łonie ugrupowania i jego włączeniu się w skład "Jedności". Z PS odeszli wówczas prezes DP i radny Rygi Dāvis Stalts, adwokat Jānis Bordāns i prawniczka Ieva Brante. Kolejne odejścia z PS nastąpiły po 30 lipca, gdy partia podjęła ostateczną decyzję o wejściu do "Jedności". 
20 czerwca 2011 klub radnych Związku Obywatelskiego w Rydze opuściło 5 osób, ostatecznie w narodowo-konserwatywnej frakcji znalazło się 8 radnych. 
W wyborach w 2011 ugrupowanie "Demokratyczni Patrioci" wystartowało z list "Wszystko dla Łotwy! – TB/LNNK". Trzej jego przedstawiciele – Ilmārs Latkovskis, Dāvis Stalts i Kārlis Krēsliņš – uzyskali mandaty posłów na Sejm XI kadencji z ramienia narodowców.